# 让斯
让斯（法語：Jans，法語發音：[ʒɑ̃s] ⓘ）是法国大西洋卢瓦尔省的一个市镇，位于该省北部，属于沙托布里扬-昂斯尼区。

## 地理
让斯（47°37'16"N, 1°36'50"W）面积33.21 平方千米，位于法国卢瓦尔河地区大区大西洋卢瓦尔省，该省份为法国西北部沿海省份，位于布列塔尼半岛东南部，北起伊勒-维莱讷省，西北接莫尔比昂省，西临大西洋，南至旺代省，东临曼恩-卢瓦尔省。
与让斯接壤的市镇（或旧市镇、城区）包括：代尔瓦勒、吕桑热、栋河畔马尔萨克、诺宰、圣樊尚德朗德、特雷菲约。

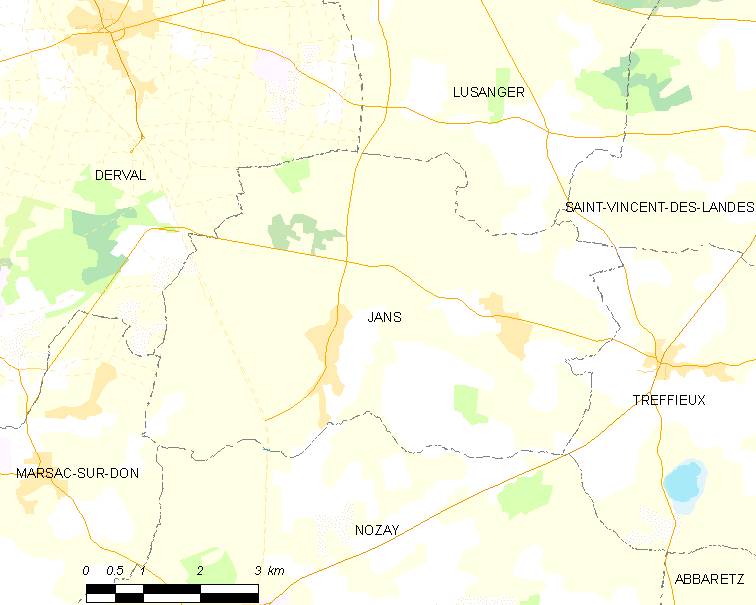
让斯的OSM定位图

让斯的时区为UTC+01:00、UTC+02:00（夏令时）。

## 行政
让斯的邮政编码为44170，INSEE市镇编码为44076。

## 政治
让斯所属的省级选区为盖姆内庞福县。

## 人口

1962-2008年间让斯人口变化图示

让斯于2022年1月1日时的人口数量为1381人。